# Дидје Кики
Дидје Кики (фр. Didier Kiki; 30. новембар 1995) је бенински, атлетичар,спринтер и репрезентативац учесник Летњих олимпијских игара 2016. у Рио де Жанеиру чија је специјалност трчање на 200 метара. Није прошао квалификације.
Учествовао је и на Светском првенству 2013. у Москви. Иако је поставио свој лични рекорд није успео да се пласира у полуФинале.

## Значајнији резултати
| Датум | Такмичење         | Место                  | Пласман | Дисциплина | Резултат | Детаљи |
| Бенин | Бенин             | Бенин                  | Бенин   | Бенин      | Бенин    | Бенин  |
| ----- | ----------------- | ---------------------- | ------- | ---------- | -------- | ------ |
| 2013  | Светско првенство | Москва, Русија         | 52      | 200 м      | 22,01 ЛР |        |
| 2016. | Олимпијске игре   | Рио де Жанеиро, Бразил | 76      | 200 м      | 22,27    |        |